# 泡泡冰

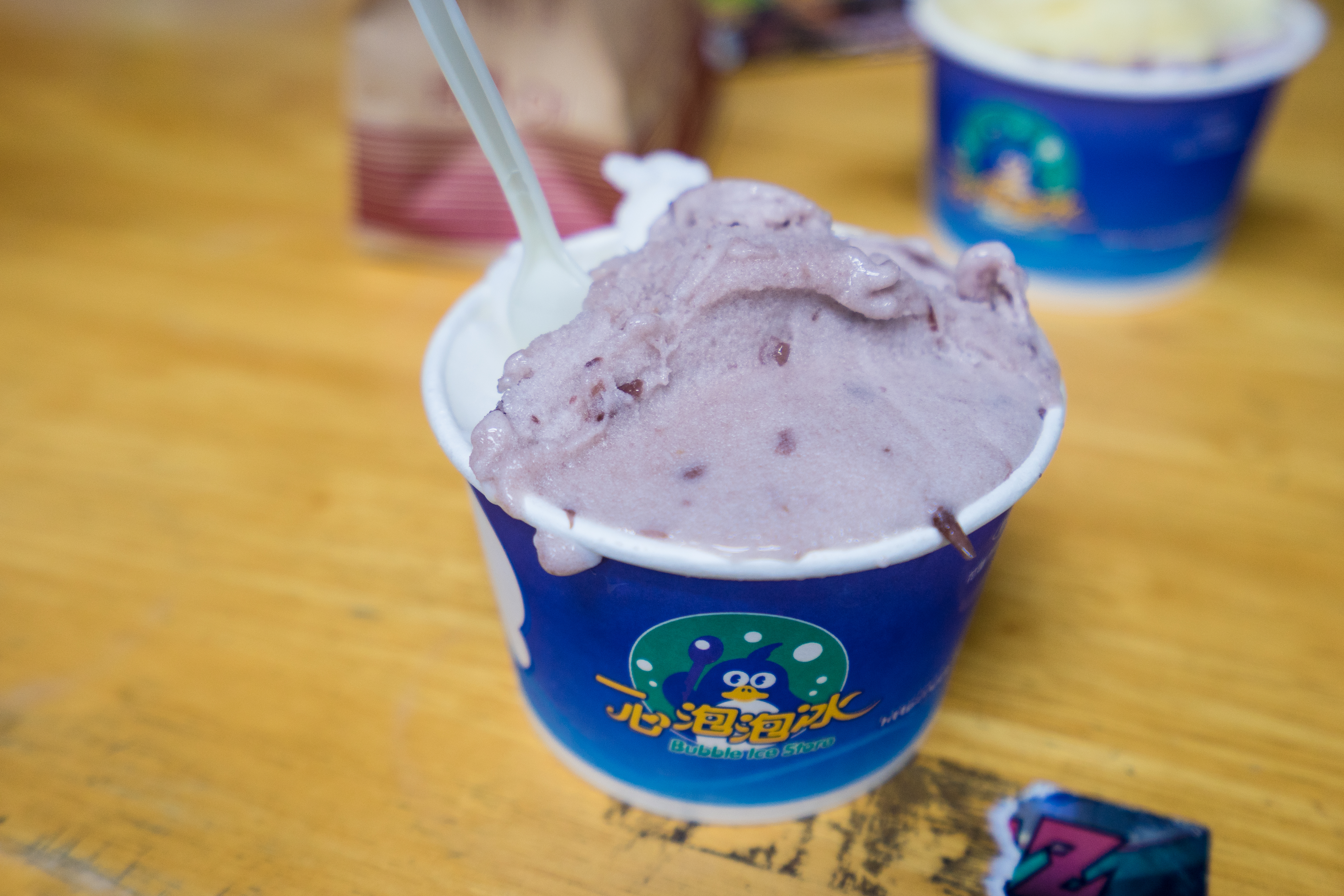

泡泡冰，雖如刨冰之中加入各種配料放入碗公裡，但用勺子或湯匙以手工攪拌，將冰打至細勻，混合而成。相較於一般刨冰中配料與冰呈現分離狀態，泡泡冰的配料與冰緊密混合在一起，綿密口感亦不相同，介於冰淇淋、沙冰（思樂冰）>之間。
泡泡冰是臺灣受歡迎的冰品小吃之一，有「台灣的冰淇淋」之稱。全台各地皆有，後因海洋大學、崇右企專（今崇右影藝科技大學）等學生合資向基隆廟口某一家攤商承租，以打工付學費，曾經一窩蜂而人潮漸失的泡泡冰，才又重獲人們喜愛。也因此基隆市出產的泡泡冰，才最為出名。
泡泡冰的名稱由來，相傳是在製作過程以勺子攪拌刨冰與配料的動作像「泡牛奶」一樣，故被稱為泡泡冰。
由於，易發手腕韌帶發炎（wrist sprain、wrist tendonitis）後遺症，現今，多為原料供應商以機器攪拌細緻，方由店家進一步調製販售。

## 相關
- 雪酪（一種西餐甜品）
- 臺灣小吃
- 臺灣料理
- 台灣飲食